# 1943 год в авиации
Список событий в авиации в 1943 году.

## События
- 9 января — первый полёт американского дальнемагистрального авиалайнера Lockheed Constellation.
- 18 февраля — постановлением ГКО СССР основан Государственный союзный опытный завод № 300, ныне ОАО АМНТК «Союз».[1]
- 11 марта — первый полёт опытного двухмоторного двухместного бронированного штурмовика Су-8 (лётчик-испытатель Н. Д. Фиксон).[2]
- 5 апреля — первый полёт аргентинского лёгкого самолёта общего назначения Turbay T-1 Tucán, разработанного инженером Альфредо Турбай и производившимся компанией Sfreddo y Paolini[3].
- 17 апреля — первый полёт аргентинского самолёта IMPA Tu-Sa[4].
- 6 мая — Приказом НКО № 0340 была принята на вооружение авиабомба ФАБ-5000[5].
- 6 июля - старший лейтенант 88-го гв. иап Александр Константинович Горовец в районе деревни Ольховатка Белгородской области сбил 9 самолётов Ю-87 и погиб в бою. Самое большое число побед в советских ВВС за один бой.
- 15 июня — первый полёт первого в мире реактивного бомбардировщика Арадо Ar 234 Блитц (Молния).
- 7 августа — первый полёт опытного дальнего бомбардировщика-торпедоносца Ил-6.
- 2 декабря — бомбардировка Бари — один из самых успешных налётов немецкой авиации за всю Вторую мировую войну. Длился всего 20 минут, за которые люфтваффе сумели потопить 17 грузовых судов союзников и повредить ещё 6.

### Без точной даты
- Первый полёт советского одномоторного одноместного самолёта-истребителя Як-3, сконструированного в ОКБ имени Яковлева.
- Ноябрь — первый полёт советского одномоторного одноместного истребителя-моноплана Ла-7, разработанного в ОКБ-21 (г. Горький) под руководством С. А. Лавочкина.
- Первый полёт экспериментального штурмовика Су-8.

## Персоны

### Скончались
- 4 января — Раскова, Марина Михайловна, советская лётчица-штурман, майор; одна из первых женщин, удостоенная звания Герой Советского Союза. Погибла в авиакатастрофе близ Саратова в сложных метеоусловиях при перелёте на фронт после переформирования.
- 14 января — Баштырков, Андрей Андреевич, советский лётчик, герой Великой Отечественной войны, Герой Советского Союза, капитан.
- 18 января — Баранов Михаил Дмитриевич — выдающийся советский лётчик-истребитель. Герой Советского Союза. За период боевых действий произвёл 285 боевых вылетов, провёл 85 воздушных боёв, сбил лично 24 и в группе — 28 самолётов противника.
- 23 февраля — Кравченко, Григорий Пантелеевич, генерал-лейтенант авиации, лётчик-ас, дважды Герой Советского Союза. Погиб в воздушном бою.
- 27 марта — Григорий Яковлевич Бахчиванджи, советский лётчик-испытатель, Герой Советского Союза. Погиб в авиакатастрофе при испытательном полёте на БИ-1.
- 5 мая — Фадеев, Вадим Иванович, Герой Советского Союза, лётчик-истребитель, гвардии капитан, командир эскадрильи 16 ГИАП.
- 28 июня — Алексей Дмитриевич Гаранин — советский лётчик-бомбардировщик, один из пионеров авиации дальнего действия, Герой Советского Союза. Участник бомбардировок Берлина, Данцига, Кёнигсберга, Тильзита и других городов фашистской Германии и её союзников. Погиб при выполнении боевого задания, направив горящий самолёт на склад боеприпасов противника. Совершил более 400 боевых вылетов.
- 12 июля — Алексеев, Николай Михайлович, советский военный лётчик. Участник Великой Отечественной войны, заместитель командира эскадрильи 64-го гвардейского истребительного авиационного полка 4-й гвардейской истребительной авиационной дивизии 1-го гвардейского истребительного авиационного корпуса 15-й воздушной армии Брянского фронта, Герой Советского Союза, гвардии младший лейтенант.
- 1 августа — Литвяк, Лидия Владимировна, Герой Советского Союза, лётчик-истребитель, командир авиационного звена, гвардии младший лейтенант. Погибла в бою над Миус-фронтом.
- 15 декабря — Алексухин, Василий Тимофеевич, советский лётчик, старший лейтенант, командир звена 617-го штурмового авиационного полка 291-й штурмовой авиационной дивизии 2-й воздушной армии Воронежского фронта, Герой Советского Союза.